# Francis Castaing
Pour les articles homonymes, voir Castaing.
Francis Castaing, né le 22 avril 1959 à Bordeaux, est un coureur cycliste sur route et sur piste français des années 1970-80.

## Biographie
Bon amateur, il remporte 150 victoires sur route et 102 sur piste.
Professionnel de 1981 à 1988, il remporte notamment la 6e étape (Roubaix à Reims) sur le Tour de France 1985.
En septembre 1985, Castaing s'engage dans un projet de création d'équipe initié par un homme d'affaires bordelais qui prétend être sponsorisé par la chaîne de télévision américaine ABC. Ce projet se révèle être une escroquerie menée par l'homme d'affaires et l'équipe n'est jamais créée. Bondue rejoint la formation R.M.O. en 1986.
Il fut l'un des coéquipiers de Gilbert Duclos-Lassalle et de Pascal Simon.

## Palmarès sur route

### Palmarès amateur
- Amateur
  - 1974-1980 : 150 victoires sur route et 102 victoires sur piste.
- 1976
  - 9e du championnat du monde sur route juniors
- 1977
  - Soulor-Aubisque
  - 2e du Grand Prix de la Tomate
- 1978
  - Grand Prix de la Tomate
  - Soulor-Aubisque
- 1979
  - Champion d'Aquitaine
  - Manche-Atlantique
  - Circuit boussaquin
  - Tour de Gironde-Sud
  - Paris-Dreux
  - Grand Prix de la Tomate
  - 2e du Tour des Deux-Sèvres
  - 2e de Bordeaux-Saintes 
  - 2e du Grand Prix Récapet
  -  Médaillé d'argent de la course en ligne des Jeux méditerranéens
  - 3e de la Palme d'or Merlin-Plage
- 1980
  - Champion d'Aquitaine
  - Palme d'or Merlin-Plage
  - Bordeaux-Saintes
  - Circuit boussaquin
  - 2e étape du Ruban granitier breton
  - 2ea étape du Tour de l'Avenir
  - 2e et 5e étape du Tour de Yougoslavie
  - Paris-Ézy
  - Paris-Épernay
  - Grand Prix de Puy-l'Évêque
  - 2e du Bol d’or des amateurs

### Palmarès professionnel
| - 1981 - 4e étape du Tour méditerranéen - 4ea étape du Tour de Corse - 1rea étape du Tour du Tarn - Paris-Bourges : - Classement général - 1re et 2ea étapes - 1rea étape de l'Étoile des Espoirs - 2e du Grand Prix de Largentière - 2e du Grand Prix d'Aix-en-Provence - 2e du Tour du Haut-Var - 2e du Grand Prix d'Isbergues - 3e du Grand Prix de la ville de Rennes - 3e du Grand Prix de Fourmies - 1982 - Grand Prix d'Aix-en-Provence - Grand Prix de Peymeinade - Circuit du Sud-Est - 3e étape du Tour d'Indre-et-Loire - Grand Prix de Plouay - 1re et 2e étapes du Tour de Lorraine - 2e du Tour du Haut-Var - 1983 - 2e étape de Paris-Nice - 1rea et 1reb étapes du Tour Midi-Pyrénées - 1re étape du Tour d'Amérique - 1re étape du Tour de l'Oise - 1reb étape du Tour de l'Avenir - 1re, 2e et 5e étapes de l'Étoile des Espoirs - 2e du Grand Prix de Mauléon-Moulins - 2e de l'Étoile des Espoirs | - 1984 - 4eb étape de Paris-Nice - 1re étape du Tour de l'Oise - 4e étape de l'Étoile des Espoirs - 2e de Paris-Bourges - 4e de Gand-Wevelgem - 1985 - 6e étape du Tour de France - 3e étape du Tour du Limousin - 4e de Gand-Wevelgem - 6e de Milan-San Remo - 1986 - 4e étape du Tour Midi-Pyrénées - Tour de Vendée - 3e de Paris-Bourges - 1987 - 8e étape du Grand Prix du Midi libre |  |

## Résultats sur les grands tours

### Tour de France
3 participations
- 1984 : 105e
- 1985 : 132e, vainqueur de la 6e étape
- 1986 : 130e

### Tour d'Espagne
2 participations 
- 1985 : 101e et dernier
- 1987 : abandon (4e étape)

## Palmarès sur piste

### Championnats de France
| - 1976 - 3e de la course aux points juniors - 1981 - Champion de France de vitesse | - 1982 - Champion de France de la course aux points - 2e de la vitesse |